# یودیت زاندر
یودیت زاندر (به آلمانی: Judith Zander؛ زادهٔ ۱۳ نوامبر ۱۹۸۰)، نویسنده و مترجم آلمانی است.

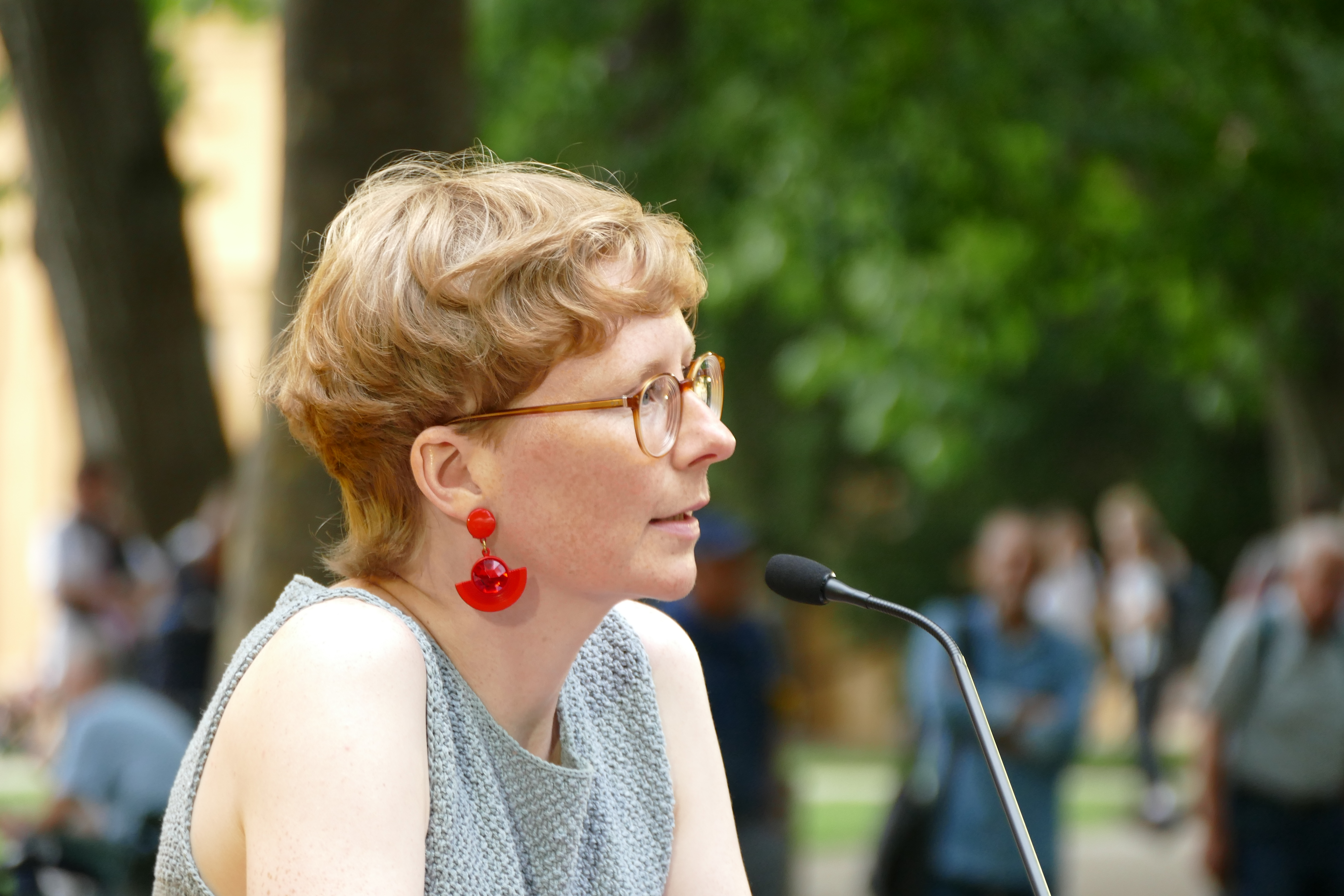
یودیت زاندر در سال ۲۰۲۲

زاندر در شهر آنکلام، آلمان متولد شد و در شهر گرایفسوالت به تحصیل در رشته‌های زبان و ادبیات آلمانی، زبان و ادبیات انگلیسی و تاریخ پرداخت و سپس در مؤسسه ادبیات آلمان لایپزیگ رشتهٔ نویسندگی خلاق را آموخت. او به‌عنوان مترجم فعالیت می‌کند و شعر و نثر خود را در مجلات و مجموعه‌های ادبی منتشر کرده است. نخستین رمانش با عنوان «چیزهایی که امروز گفتیم» در سال ۲۰۱۰ نامزد دریافت جایزه کتاب آلمان شد. در سال ۲۰۱۴ کتاب غیرداستانی او دربارهٔ ۲۶ گونهٔ کاکتوس توسط انتشارات ماتس و زایتس برلین منتشر گردید. همچنین او، در شهر یوتربوگ، آلمان زندگی و کار می‌کند و عضو مرکز قلم آلمان است.

## آثار
آثار یودیت زاندر شامل رمانی به نام «چیزهایی که امروز گفتیم» است که در سال ۲۰۱۰ توسط انتشارات دی‌تی‌وی در مونیخ منتشر شد. او همچنین مجموعه شعری با عنوان «یا شبنم» را در سال ۲۰۱۱ و مجموعه شعر دیگری به نام «دفترچه راهنمای اعداد» را در سال ۲۰۱۴ منتشر کرده است. در زمینه کتاب‌های علمی، اثر «کاکتاسه‌ها» را دارد که شامل عکس‌هایی از یوهانا روبل بوده و در سال ۲۰۱۴ در برلین منتشر شده است. زاندر همچنین همراه با توماس هتشه و اینگو شولتسه مقاله‌ای تحت عنوان «پیاده‌روی‌ها. بررسی‌های ادبی در مسیرهای تئودور فونتان» را با نقاشی‌هایی از متیاس بکمان در سال ۲۰۱۹ منتشر کرده است. از دیگر آثار او می‌توان به رمان «جانی اونلند» در سال ۲۰۲۰ و مجموعه شعر و عکس «در دهکده، تابستان در زمستان به دریا» در سال ۲۰۲۲ اشاره کرد که هر دو توسط انتشارات دی‌تی‌وی در مونیخ منتشر شده‌اند.

## ترجمه‌ها
ترجمه‌های یودیت زاندر شامل آثار متعددی از شاعران برجسته است. او شعرهای باب هایکاک را در مجموعه «تغییر به زمان آهو» در سال ۲۰۱۳ از طریق انتشارات لوکس‌بوکز در ویسبادن ترجمه کرده است. همچنین ترجمه‌ای از اشعار سیلویا پلات به نام «کلوس» در همان سال و توسط انتشارات زوهرکامپ در برلین منتشر کرده است. در همین سال، مجموعه‌ای دو زبانه از شعرهای منتشرنشده پس از مرگ سیلویا پلات با عنوان «دربارهٔ آب/عبور از آب» نیز توسط او ترجمه و منتشر شده است. در سال ۲۰۲۰، او شعرهای مایا آنجلو را در مجموعه «زنان شگفت‌انگیز» به صورت دو زبانه و از طریق انتشارات زوهرکامپ منتشر کرد. همچنین در سال ۲۰۲۲، ترجمه‌ای دو زبانه از شعرهای دیرهنگام سیلویا پلات به نام «قلب آرام نمی‌ماند» که مربوط به سال‌های ۱۹۶۰ تا ۱۹۶۳ است، منتشر کرده است.

## جوایز
جوایز یودیت زاندر شامل موفقیت‌های متعددی در طول سال‌ها است. در سال ۲۰۰۷، جایزه شعر در پانزدهمین دورهٔ «اوپن مایک» کارگاه ادبی برلین را دریافت کرد. دو سال بعد، در سال ۲۰۰۹، جایزه حمایت ولفگانگ وایراوخ را در جشنوارهٔ ادبی مارچ به دست آورد. سال ۲۰۱۰ برای او سالی پر از موفقیت بود؛ او جایزه سینکیور لندسدورف را برای رمان «چیزهایی که امروز گفتیم» کسب کرد و همچنین جایزه ۳سات در سی‌وچهارمین روزهای ادبیات زبان آلمانی را برای بخشی از همان رمان دریافت نمود. در سال ۲۰۱۱، جایزه حمایت اووه جانسون از انجمن ادبی مک‌لنبرگ به او تعلق گرفت. سال ۲۰۱۵، جایزه شعر انجمن فرهنگی اقتصاد آلمان را از آن خود کرد و در سال ۲۰۱۷ نیز جایزه شعر آنکه بن‌هولد-تومسن را کسب نمود. در سال ۲۰۲۱، برای رمان «جانی اونلند» جایزه ادبی فونتان شهر فونتانشتات نوروپین و ایالت براندنبورگ را دریافت کرد و آخرین جایزهٔ ثبت شده او، جایزه پیتر هوشل در سال ۲۰۲۳ برای مجموعه شعر «در دهکده، تابستان در زمستان به دریا» بود.